# Massacre de Circeo
O Massacre de Circeo (em italiano: massacro del Circeo) foi um caso de estupro e assassinato ocorrido na cidade italiana de San Felice Circeo, na Província de Latina, na região do Lácio, entre os dias 29 e 30 de setembro de 1975. O caso envolveu três homens que sequestraram e estupraram duas jovens, uma das quais morreu.

## Linha do tempo dos eventos
Donatella Colasanti (12 de maio de 1958 – 30 de dezembro de 2005) e Rosaria Lopez (1956–1975) foram criadas por famílias da classe trabalhadora no bairro de Montagnola, em Roma. Quando o crime ocorreu, Lopez, de 19 anos, trabalhava como bartender, e Colasanti, de 17, era estudante.
Colasanti e Lopez conheceram Angelo Izzo, 20 anos, e Giovanni Guido, 19, por meio de um amigo em comum, Gian Pietro Parboni. Os homens usavam pseudônimos para esconder seu envolvimento em agressões sexuais anteriores. Parboni os havia convidado para um bar na torre "Il Fungo", no distrito EUR de Roma. Izzo e Guido pareceram simpáticos e convidaram as jovens para uma festa na casa de Parboni em Lavinio, Anzio, cerca de 50 km ao sul de Roma. Eles se encontraram em frente ao cinema Ambassade em 29 de setembro às 15h30.

### Sequestro
Às 18h20 do mesmo dia, os quatro chegaram à Villa Moresca, localizada na Via della Vasca Moresca, na região de Punta Rossa, no Cabo Circeo, pertencente à família de Andrea Ghira, 22 anos. Eles disseram às jovens que encontrariam um amigo ali e depois seguiriam para a festa. Após algumas horas ouvindo música, Izzo e Guido passaram a fazer avanços sexuais explícitos. Ao recusarem, uma arma foi sacada e foi dito às vítimas que eles faziam parte de uma gangue criminosa de Marselha, cujo chefe teria ordenado o sequestro de duas garotas.

### Agressão
Nas 35 horas seguintes, Izzo e Guido estupraram e torturaram Colasanti e Lopez. Ghira se juntou a eles, se apresentando como "capo" da gangue de Marselha. Após serem drogadas, Lopez foi levada ao banheiro, espancada e afogada na banheira. Colasanti foi estrangulada com um cinto e agredida com uma barra de ferro, fingindo-se de morta após o ataque. Os criminosos colocaram seu corpo e o de Lopez no porta-malas de um Fiat 127, acreditando que ambas estivessem mortas, e seguiram para Roma.
Durante o trajeto, riam e zombavam das vítimas: "Fiquem quietas, temos dois corpos a bordo" e "Como dormem bem!". Deixaram o carro na Viale Pola, bairro Trieste, e foram jantar, após briga com militantes comunistas.

### Fuga e resgate
Após a saída dos criminosos, Colasanti, ainda viva, começou a gritar e bater no porta-malas. Às 22h50, um vigia noturno ouviu os sons e alertou a polícia. Um fotógrafo registrou a abertura do carro, revelando Colasanti viva e o corpo de Lopez. Colasanti foi levada ao hospital com múltiplos ferimentos, incluindo fratura nasal, além de graves danos psicológicos.

### Prisão e julgamento
Izzo e Guido foram presos em poucas horas. Ghira fugiu após ser alertado. Em carta interceptada, ameaçou matar Colasanti se ela testemunhasse. A investigação, conduzida pelo marechal Gesualdo Simonetti, baseou-se no testemunho da sobrevivente. Colasanti, representada pela advogada Tina Lagostena Bassi, formou-se parte civil no processo, junto a associações feministas.
Em 29 de julho de 1976, Izzo, Guido e Ghira (in absentia) foram condenados à prisão perpétua.

## Criminosos
Os três homens eram de famílias abastadas de Roma e ligados à extrema-direita:
- Andrea Ghira (21 de setembro de 1953 – ?): filho do jogador olímpico Aldo Ghira, estudou no Liceu Clássico Giulio Cesare. Envolveu-se com grupos de extrema-direita e cometia crimes como forma de "afirmação social". Tinha histórico de manifestações sediciosas, roubo e agressões. Em 1973, com Izzo, cometeu um roubo à mão armada, sendo preso por 5 anos, mas cumpriu apenas 20 meses.[4]
- Angelo Izzo (23 de agosto de 1955): filho de um construtor, morava no bairro Trieste-Salario. Aos 13 anos, entrou para a Giovane Italia, juventude do Movimento Social Italiano (MSI). Tinha longo histórico de crimes, incluindo estupros, roubos e envolvimento com drogas. Era estudante de medicina, mas frequentava bares e festas com extremistas. Em 1974, foi condenado com pena suspensa por dois estupros.
- Giovanni "Gianni" Guido (10 de janeiro de 1956): filho de um funcionário do Banco Nacional do Trabalho. Estudante de arquitetura, morava com os pais na Via Capodistria, próximo ao local onde o carro foi abandonado.

## Consequências

### Fuga de Ghira para a Espanha e morte
Foi posteriormente descoberto que Andrea Ghira conseguiu fugir para a Espanha, onde, em 26 de junho de 1976, alistou-se na Legião Espanhola em Madri sob o nome falso de Massimo Testa de Andrés (Andrés sendo a versão espanhola de seu primeiro nome, Andrea), alegando ter nascido em Roma em 1955. Serviu no Terço Duque de Alba em Fuerteventura, Ceuta e Melilla. Durante o serviço, desenvolveu problemas com drogas e, em 28 de maio de 1980, iniciou uma pena de seis meses de prisão em Cádiz por um "crime contra a saúde pública". Em 1982, foi designado para Operações Especiais em Málaga antes de ser transferido para Melilla, onde sofreu "inúmeras penalidades por posse e consumo de drogas". Em 21 de julho de 1993, foi internado em um hospital militar, possivelmente devido a um tumor cerebral, e reformado à força devido à sua precária condição psicofísica. Sem passaporte, permaneceu em Melilla, onde viveu com uma namorada que administrava uma barraca de refrigerantes e continuou usando drogas. Foi em Melilla que ele morreu em 2 de setembro de 1994 por overdose de drogas. Seu corpo foi encontrado uma semana depois, em 9 de setembro. Foi enterrado no Cemitério municipal da Purísima Concepción.
Em 2005, o Ministério Público de Roma solicitou a exumação do corpo, realizada em 14 de novembro do mesmo ano, na presença de investigadores italianos. Um fêmur foi então levado a Roma para análise. Em 26 de novembro, o teste de DNA confirmou a identidade de Ghira. No entanto, a análise gerou dúvidas. O teste, realizado nos laboratórios do Instituto de Medicina Legal da Universidade de Roma La Sapienza, foi conduzido pela geneticista Dra. Carla Vecchiotti, ex-aluna e pupila da professora Matilde Angelini Rota, responsável pelo ambulatório de estupros do Instituto e tia materna de Ghira. Por esse motivo, Colasanti afirmou que Ghira ainda estava vivo e escondido em Roma, alegando que os restos mortais eram de um parente seu. Letizia, irmã de Rosaria Lopez, também expressou dúvidas. Para dissipá-las, em janeiro de 2016, o Ministério Público de Roma reabriu o caso e ordenou nova exumação para um exame de DNA mais aprofundado. O laudo, apresentado em junho de 2016 pelos professores Giovanni Arcudi e Giuseppe Novelli, confirmou que os restos mortais pertencem a Andrea Ghira.

### Tentativas de fuga de Izzo
Em janeiro de 1977, Izzo e Guido tentaram fugir da prisão de Latina fazendo um oficial refém, sem sucesso. Em janeiro de 1986, Izzo falhou novamente em escapar da prisão de Paliano. Em 25 de agosto de 1993, aproveitando um benefício de saída temporária, não retornou à prisão de Alexandria e fugiu para a França. Em 15 de setembro, foi capturado em Paris e extraditado para a Itália.

### Assassinatos adicionais
Em dezembro de 2004, Angelo Izzo obteve regime semiaberto na prisão de Campobasso para trabalhar na cooperativa Città Futura. Quase cinco meses depois, em 28 de abril de 2005, assassinou Maria Carmela Maiorano, de 49 anos, e sua filha Valentina, de 14, em Ferrazzano. Elas eram esposa e filha de seu ex-colega de cela, Giovanni Maiorano, um ex-integrante da Sacra Corona Unita, condenado à prisão perpétua por decapitar um jovem de 17 anos em 1990 por dívida de drogas. As vítimas foram amarradas, sufocadas e enterradas no quintal de uma vila em Mirabello Sannitico, pertencente ao secretário da associação Città Futura, Guido Palladino. O duplo assassinato foi revelado em 30 de abril por Palladino e seu sócio Luca Palaia, ambos inicialmente presos por tráfico de armas. Palladino foi condenado a três anos e dois meses por conspiração para ocultar cadáver, enquanto Palaia recebeu 24 anos por conspiração para homicídio, ocultação e tentativa de destruição de cadáveres, pena aumentada para 30 anos na apelação e confirmada pela Suprema Corte. Izzo foi condenado novamente à prisão perpétua em 12 de janeiro de 2007.
Em novembro de 2009, a jornalista Donatella Papi anunciou que pretendia se casar com Izzo e lutar para reabrir os dois julgamentos que o condenaram. Casaram-se em 10 de março de 2010, na prisão de Velletri. A relação terminou cerca de um ano depois.
Em outubro de 2021, Izzo prestou depoimento à Comissão Antimáfia sobre Rossella Corazzin, uma jovem de Friuli desaparecida aos 17 anos em 21 de agosto de 1975 durante férias com a família em Pieve di Cadore, Belluno. Izzo ligou o desaparecimento à Maçonaria e afirmou que ela foi alvo por sua virgindade, usada como vítima sacrificial em um ritual de iniciação pela Confraria da Rosa Vermelha e da Cruz Dourada, na casa do Dr. Francesco Narducci, no Lago Trasimeno. Após o ritual, a jovem foi vista saindo da sala, sendo essa a última vez que foi vista, segundo Izzo, que acredita que ela foi morta e enterrada na floresta.
Durante sua prisão, Izzo escreveu diversos manuscritos, incluindo Decameron 1975, no qual um grupo de jovens neofascistas foge de Roma durante um ataque comunista e se refugia em uma vila em San Felice Circeo, onde contam histórias uns aos outros devido à falta de drogas de qualidade.

### Fugas de Guido
A sentença de prisão de Gianni Guido foi modificada em recurso em 28 de outubro de 1980, sendo alterada de prisão perpétua para 30 anos, após uma declaração de arrependimento e o pagamento de uma indenização de 100 milhões de liras à família Lopez. Em janeiro de 1981, ele fugiu da prisão em San Gimignano e escapou para Buenos Aires, onde foi reconhecido e preso pouco mais de dois anos depois. Enquanto aguardava extradição, em 17 de abril de 1985, escapou do hospital Manuel Rocco em Buenos Aires, onde havia sido internado por hepatite (provavelmente contraída anos antes na prisão devido ao uso de drogas injetáveis). Ele ressurgiu posteriormente no Panamá em junho de 1994, onde havia refeito sua vida como vendedor de automóveis, sendo então extraditado de volta para a Itália.

### Liberação de Guido
Em 11 de abril de 2008, a pena de Gianni Guido foi comutada para serviços comunitários após 14 anos na Prisão de Rebibbia, onde se formou em Línguas e Literaturas Estrangeiras. Ele concluiu o cumprimento da pena em 25 de agosto de 2009, usufruindo de um indulto de oito anos. Letizia Lopez, irmã de Rosaria, reagiu negativamente a essa decisão, especialmente pelo longo período em que Guido esteve foragido no exterior, pela ausência de sinais de arrependimento e pelo que considerou um regime prisional pouco rigoroso.

## Donatella Colasanti
Donatella Colasanti faleceu em 30 de dezembro de 2005, aos 47 anos, vítima de câncer de mama. Suas últimas palavras foram: "Battiamoci per la verità" ("Lutemos pela verdade"). Em 2020, sua antiga casa foi reaberta como um centro de combate à violência.

## Na mídia
- Terror in Rome (I violenti di Roma bene), 1976 (livremente baseado), escrito por Sergio Grieco e Massimo Felisatti
- I ragazzi della Roma violenta, 1976 (livremente baseado), por Renato Savino
- The Catholic School (Brasil:Garotos de Bem), 2021, de Stefano Mordini[19]
- Circeo, 2022, minissérie de TV dirigida por Andrea Molaioli